# Abu Hamza
Naji Maher Abu Sayf (10 de abril de 1995 – 18 de março de 2025), conhecido pelo nom de guerre Abu Hamza, foi um militante palestino que atuou como porta-voz das Brigadas al-Quds da Jihad Islâmica Palestina, uma organização islamista paramilitar, até ser assassinado em março de 2025.
Em Março de 2019, Abu Hamza declarou que se Israel matasse civis palestinos que protestavam, isso "resultaria em tudo, menos guerra", insinuando uma retaliação armada por parte das Brigadas al-Quds.
Em 18 de março de 2025, Abu Hamza e sua esposa, Shaima Abu Saif, foram assassinados por um ataque aéreo enquanto dormiam durante a guerra de Israel, em 18 de março de 2025.